# Deuxième révolution (Bangladesh)
La deuxième révolution (bengali : দ্বিতীয় বিপ্লব) était une hypothèse politique présentée par le père fondateur du Bangladesh, Sheikh Mujibur Rahman,. L'hypothèse comprenait une série de réformes dans les trois piliers d'un État : le système administratif, judiciaire et législatif. Les réformes ont été promulguées par le quatrième amendement de la Constitution du Bangladesh. BAKSAL a été formé en tant que conseil décisionnel pour mener à bien la révolution.